# Delphine de Vigan
Delphine de Vigan, född 1 mars 1966 i Boulogne-Billancourt, är en fransk författare bosatt i Paris. 
Vigan var tvungen att avbryta sina studier i litteratur när hon vid nitton års ålder drabbades av anorexi. Under 15 år led hon av sjukdomen, vilket blev till en drivkraft att skriva. 2001 debuterade hon med sin första roman Jours sans faim under pseudonymen Lou Delvig. Hennes bok Les heures souterraines nominerades till Goncourtpriset 2009.
På svenska finns No och jag, Vigans fjärde roman och den första som översatts till svenska, Underjordiska timmar, Dagar utan hunger och Baserad på en sann historia, alla på Sekwa förlag.